# Deutsche Volleyball-Bundesliga 1988/89 (Frauen)
Die Saison 1988/89 der Volleyball-Bundesliga war die dreizehnte Ausgabe dieses Wettbewerbs. Der CJD Feuerbach wurde zum ersten Mal Deutscher Meister. Schmiden musste absteigen.

## Mannschaften
In dieser Saison spielten neun Mannschaften in der Bundesliga:
- TSV Rudow Berlin
- CJD Feuerbach
- TV Hörde
- Bayern Lohhof
- USC Münster
- VfL Oythe
- TSV Schmiden
- VC Schwerte
- TSV Vilsbiburg

Als Titelverteidiger trat Bayern Lohhof an. Aufsteiger waren der TSV Schmiden und der TV Hörde. Türk Gücü München zog sich kurz vor der Saison zurück.

## Tabelle Hauptrunde
|    | Verein        | Punkte | Sätze |
| -- | ------------- | ------ | ----- |
| 1. | Feuerbach (P) | 32:0   | 48:6  |
| 2. | Lohhof (M)    | 28:4   | 45:11 |
| 3. | Schwerte      | 22:10  | 37:24 |
| 4. | Oythe         | 16:16  | 31:31 |
| 5. | Berlin        | 14:18  | 30:33 |
| 6. | Münster       | 14:18  | 29:35 |
| 7. | Hörde (N)     | 12:20  | 23:35 |
| 8. | Vilsbiburg    | 4:28   | 16:44 |
| 9. | Schmiden (N)  | 2:30   | 6:46  |

## Tabelle Endrunde
Die vier bestplatzierten Mannschaften der Hauptrunde bestritten die Endrunde. Die in der Hauptrunde erzielten Punkte wurden halbiert in die Endrunde mitgenommen.
|    | Verein        | Punkte | Sätze |
| -- | ------------- | ------ | ----- |
| 1. | Feuerbach (P) |        |       |
| 2. | Lohhof (M)    |        |       |
| 3. | Schwerte      |        |       |
| 4. | Oythe         |        |       |

|     | Absteiger in die 2. Bundesliga   |
| (M) | Meister der Vorsaison            |
| (P) | Pokalsieger der Vorsaison        |
| (N) | Aufsteiger aus der 2. Bundesliga |